# マット・ゲイツ
マット・ゲイツ（Matt Gaetz）ことマシュー・ルイス・ゲイツ2世（Matthew Louis Gaetz II、1982年5月7日 - ）は、アメリカ合衆国の政治家、法律家。共和党所属。下院議員（フロリダ1区選出）を4期務めた。
ドナルド・トランプの盟友で、共和党内では熱烈なトランプ派、ポピュリスト、極右の議員とされる。

## 経歴

フロリダ州第 1 下院選挙区の境界。2023 年から 2024 年までゲイツ氏が代表を務めた

フロリダ州ハリウッド生まれ。フロリダ州立大学卒業後、ウィリアム・アンド・メアリー大学ロー・スクール修了。

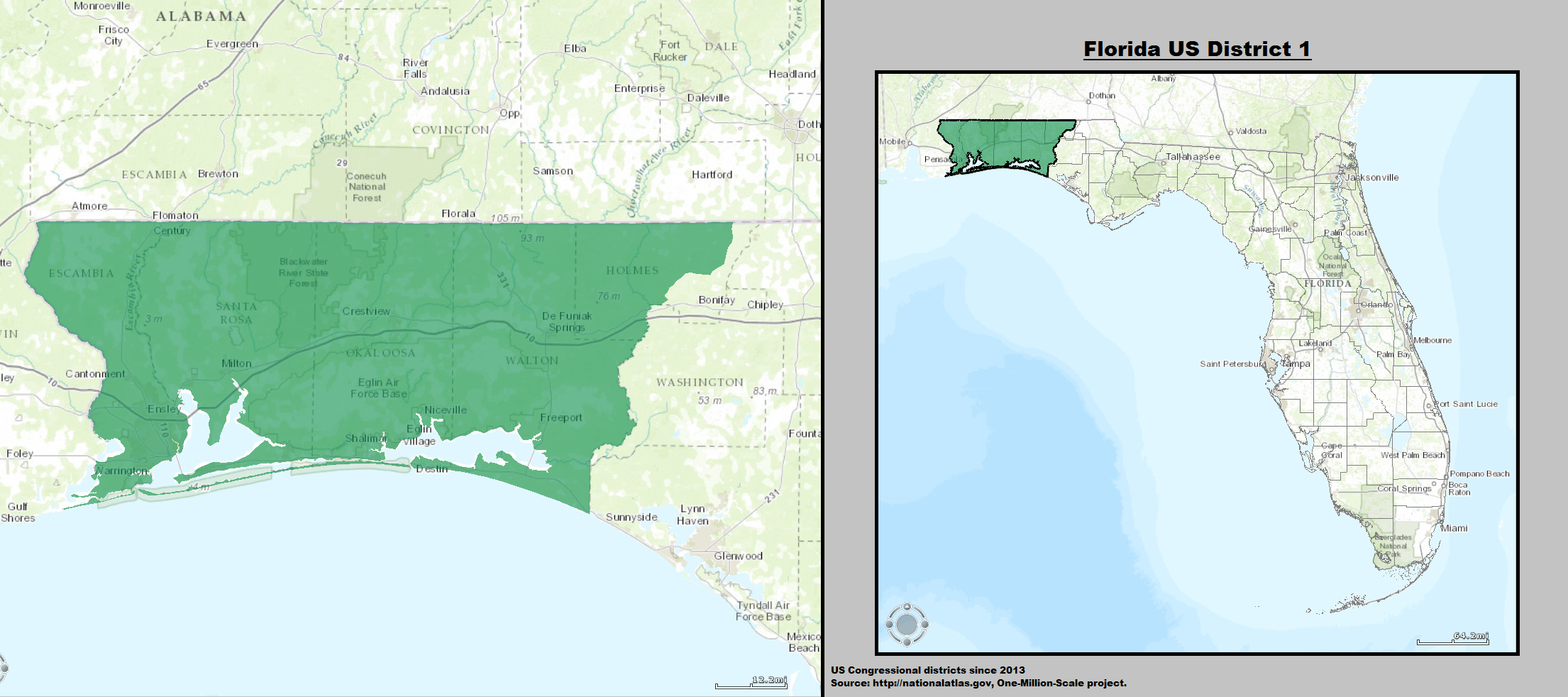
フロリダ州第 1 下院選挙区の境界。2017 年から 2023 年までゲイツ氏が代表を務めた

フロリダ州議会下院議員を経て、父ドン・ゲイツ（Don Gaetz）の選挙区を引き継いでフロリダ1区から立候補し、2016年8月30日の共和党予備選で勝利。同年11月8日の2016年下院議員選挙で民主党のSteven Spechtを破り、初当選する。
2023年10月3日、民主党と組んで共和党所属のケビン・マッカーシー下院議長の解任動議を提出し、賛成多数で可決された。マット以外の共和党の造反議員は、アンディ・ビッグス（アリゾナ州）、ケン・バック（コロラド州）、ティム・バーチェット（テネシー州）、イーライ・クレーン（アリゾナ州）、ボブ・グッド（ヴァージニア州）、ナンシー・メイス（サウスキャロライナ州）、マット・ローゼンデール（モンタナ州）である。
2024年11月13日、ドナルド・トランプ次期大統領より翌2025年1月に発足する第2次政権における司法長官に指名され、これに伴い下院議員を辞職した。しかし過去には最終的に起訴は見送られたものの性的人身売買の疑いで司法省の捜査を受けたり、ゲイツ本人は疑惑を否定しているものの下院の倫理委員会では性的な違法行為や薬物使用などの疑いについて調査が継続しているなど、資質に問題があるとして共和党内部からも反発の声が上がった。このため人事の承認権を握る上院での手続きを危ぶむ声もあり、11月21日に次期政権や司法省の安定性を鑑みて自ら辞退した。
2025年、共和党の議員とともにエルサルバドルのテロリスト監禁センターを訪問。アメリカから強制退去させられた収容者の様子をSNSを通じて公開した。

## 政策
政治姿勢は極右である。共和党内ではトランプ派、MAGA派であり、BBCは「ドナルド・トランプの盟友」、ポリティコやガーディアン紙は「Trump Loyalist」と表現している。
妊娠中絶反対派（プロライフ）である。妊娠中絶賛成派に対して次のように発言している。
- 「太っていて醜い」
- 「なぜ妊娠の可能性が非常に低い女性が一番中絶について心配しているのか」
- 「1日1時間くらい行進した方がいいんじゃないか。腕を振って、血の巡りをよくして、サラダでも食べたらどうだ」
- 「親指みたいな見た目の女性を誰も妊娠させたがらない」
- （「中絶賛成派の女性は醜く肥満ということですか？」との質問に対して）「そうです」
- （「発言に『傷付いた』という人たちに対しては？」との質問に対し）「傷付けばいい」